# Polydore (Sparte)
Pour les articles homonymes, voir Polydore.
Polydore (en grec ancien Πολύδωρος) est un roi de Sparte du VIIe siècle av. J.-C., 10e souverain de la dynastie des Agiades, il succède à son père Alcamène.
Sous son règne les Spartiates fondèrent deux colonies, en Italie et en Asie Mineure.
Il poursuivit la première guerre de Messénie qui débuta sous Alcamène. Il participa aux combats même si Pausanias rapporte que c'est Théopompe, roi de l'autre famille des Eurypontides qui mena l'essentiel des combats.
Polydore et Théopompe modifièrent la constitution afin de restreindre les droits du peuple de Sparte. Polydore aurait également augmenté le nombre de lots de terre qui divisait le territoire lacédémonien.
Son caractère calme et policé lui accorda une grande estime, il fut pourtant assassiné par un certain Polémarque, issu d'une grande famille spartiate.
Son souvenir était particulièrement honoré à Sparte où il avait sa statue, son portrait était gravé sur le sceau des dignitaires et où le nom et l'emplacement de sa demeure était encore connus du temps de Pausanias.
Son fils Eurycratès lui succède.